# U.S. Men's Clay Court Championships 2005 - Qualificazioni singolare
Le qualificazioni del singolare  dell'U.S. Men's Clay Court Championships 2005 sono state un torneo di tennis preliminare per accedere alla fase finale della manifestazione. I vincitori dell'ultimo turno sono entrati di diritto nel tabellone principale. In caso di ritiro di uno o più giocatori aventi diritto a questi sono subentrati i lucky loser, ossia i giocatori che hanno perso nell'ultimo turno ma che avevano una classifica più alta rispetto agli altri partecipanti che avevano comunque perso nel turno finale.
Le qualificazioni del torneo U.S. Men's Clay Court Championships 2005 prevedevano 32 partecipanti di cui 4 sono entrati nel tabellone principale.

## Teste di serie
1. Dmitrij Tursunov (primo turno)
2. Nicolás Lapentti (Qualificato)
3. Paul Goldstein (ultimo turno)
4. Frank Dancevic (secondo turno)

1. Michael Ryderstedt (primo turno)
2. Alex Bogomolov Jr. (Qualificato)
3. Adrián García (ultimo turno)
4. Gilles Elseneer (secondo turno)

## Qualificati
1. Noam Okun
2. Nicolás Lapentti

1. Alex Bogomolov Jr.
2. Matias Boeker

## Tabellone

### Legenda
| - Q = Qualificato - WC = Wild card - LL = Lucky loser | - ALT = Alternate - SE = Special Exempt - PR = Protected Ranking | - w/o = Walkover - r = Ritirato - d = Squalificato |

### Sezione 1
|  | Primo turno       | Primo turno        | Primo turno        | Primo turno | Primo turno |  |  | Secondo turno      | Secondo turno      | Secondo turno      | Secondo turno | Secondo turno |   |   | Ultimo turno   | Ultimo turno   | Ultimo turno   | Ultimo turno | Ultimo turno |  |
|  |                   |                    |                    |             |             |  |  |                    |                    |                    |               |               |   |   |                |                |                |              |              |  |
|  |                   | Hermes Gamonal     | 64                 | 6           | 6           |  |  |                    |                    |                    |               |               |   |   |                |                |                |              |              |  |
|  | 1                 | Dmitrij Tursunov   | 7                  | 3           | 3           |  |  | Hermes Gamonal     | Hermes Gamonal     | Hermes Gamonal     | 6             | 6             |   |   |                |                |                |              |              |  |
|  | Juan Pablo Guzmán | Juan Pablo Guzmán  | 4                  | 7           | 6           |  |  | Juan Pablo Guzmán  | Juan Pablo Guzmán  | Juan Pablo Guzmán  | 2             | 3             |   |   |                |                |                |              |              |  |
|  | Vasilīs Mazarakīs | Vasilīs Mazarakīs  | 6                  | 5           | 3           |  |  |                    |                    |                    |               |               |   |   | Hermes Gamonal | Hermes Gamonal | Hermes Gamonal | 2            | 4            |  |
|  | Noam Okun         | Noam Okun          | 7                  | 2           | 6           |  |  |                    |                    | Noam Okun          | Noam Okun     | Noam Okun     | 6 | 6 |                |                |                |              |              |  |
|  | Adam Chadaj       | Adam Chadaj        | 6                  | 6           | 3           |  |  | Noam Okun          | Noam Okun          | Noam Okun          | 6             | 6             |   |   |                |                |                |              |              |  |
|  |                   | Travis Rettenmaier | Travis Rettenmaier | 7           | 6           |  |  | Travis Rettenmaier | Travis Rettenmaier | Travis Rettenmaier | 1             | 0             |   |   |                |                |                |              |              |  |
|  | 5                 | Michael Ryderstedt | Michael Ryderstedt | 5           | 3           |  |  |                    |                    |                    |               |               |   |   |                |                |                |              |              |  |

### Sezione 2
|  | Primo turno      | Primo turno      | Primo turno | Primo turno | Primo turno |  |  | Secondo turno | Secondo turno    | Secondo turno    | Secondo turno | Secondo turno |   |   | Ultimo turno | Ultimo turno     | Ultimo turno | Ultimo turno | Ultimo turno |  |
|  |                  |                  |             |             |             |  |  |               |                  |                  |               |               |   |   |              |                  |              |              |              |  |
|  | 2                | Nicolás Lapentti | 7           | 4           | 6           |  |  |               |                  |                  |               |               |   |   |              |                  |              |              |              |  |
|  |                  | Dušan Vemić      | 65          | 6           | 3           |  |  | 2             | Nicolás Lapentti | Nicolás Lapentti | 6             | 6             |   |   |              |                  |              |              |              |  |
|  | Ivo Klec         | Ivo Klec         | 6           | 3           | 6           |  |  |               | Ivo Klec         | Ivo Klec         | 1             | 4             |   |   |              |                  |              |              |              |  |
|  | Peng Sun         | Peng Sun         | 4           | 6           | 2           |  |  |               |                  |                  |               |               |   |   | 2            | Nicolás Lapentti | 4            | 6            | 6            |  |
|  | Jan Minar        | Jan Minar        | 6           | 64          | 7           |  |  |               |                  | 7                | Adrián García | 6             | 3 | 3 |              |                  |              |              |              |  |
|  | Scoville Jenkins | Scoville Jenkins | 4           | 7           | 5           |  |  |               | Jan Minar        | 7                | 4             | 3             |   |   |              |                  |              |              |              |  |
|  | 7                | Adrián García    | 5           | 6           | 6           |  |  | 7             | Adrián García    | 5                | 6             | 6             |   |   |              |                  |              |              |              |  |
|  |                  | Julian Knowle    | 7           | 1           | 0           |  |  |               |                  |                  |               |               |   |   |              |                  |              |              |              |  |

### Sezione 3
|  | Primo turno       | Primo turno           | Primo turno           | Primo turno | Primo turno |  |  | Secondo turno | Secondo turno      | Secondo turno      | Secondo turno      | Secondo turno      |   |   | Ultimo turno | Ultimo turno   | Ultimo turno   | Ultimo turno | Ultimo turno |  |
|  |                   |                       |                       |             |             |  |  |               |                    |                    |                    |                    |   |   |              |                |                |              |              |  |
|  | 3                 | Paul Goldstein        | Paul Goldstein        | 6           | 6           |  |  |               |                    |                    |                    |                    |   |   |              |                |                |              |              |  |
|  |                   | Ryan Newport          | Ryan Newport          | 2           | 0           |  |  | 3             | Paul Goldstein     | 7                  | 6(1)               | 7                  |   |   |              |                |                |              |              |  |
|  | Michael Russell   | Michael Russell       | Michael Russell       | 7           | 6           |  |  |               | Michael Russell    | 5                  | 7                  | 62                 |   |   |              |                |                |              |              |  |
|  | Frédéric Niemeyer | Frédéric Niemeyer     | Frédéric Niemeyer     | 5           | 2           |  |  |               |                    |                    |                    |                    |   |   | 3            | Paul Goldstein | Paul Goldstein | 5            | 2            |  |
|  | Robert Kendrick   | Robert Kendrick       | Robert Kendrick       | 6           | 6           |  |  |               |                    | 6                  | Alex Bogomolov Jr. | Alex Bogomolov Jr. | 7 | 6 |              |                |                |              |              |  |
|  | Hugo Armando      | Hugo Armando          | Hugo Armando          | 3           | 3           |  |  |               | Robert Kendrick    | Robert Kendrick    | 3                  | 5                  |   |   |              |                |                |              |              |  |
|  | 6                 | Alex Bogomolov Jr.    | Alex Bogomolov Jr.    | 6           | 6           |  |  | 6             | Alex Bogomolov Jr. | Alex Bogomolov Jr. | 6                  | 7                  |   |   |              |                |                |              |              |  |
|  |                   | Ignacio Gonzalez-King | Ignacio Gonzalez-King | 2           | 2           |  |  |               |                    |                    |                    |                    |   |   |              |                |                |              |              |  |

### Sezione 4
|  | Primo turno    | Primo turno       | Primo turno     | Primo turno | Primo turno |  |  | Secondo turno | Secondo turno   | Secondo turno  | Secondo turno | Secondo turno |   |   | Ultimo turno | Ultimo turno | Ultimo turno | Ultimo turno | Ultimo turno |  |
|  |                |                   |                 |             |             |  |  |               |                 |                |               |               |   |   |              |              |              |              |              |  |
|  | 4              | Frank Dancevic    | 6               | 4           | 6           |  |  |               |                 |                |               |               |   |   |              |              |              |              |              |  |
|  |                | Alexander Hartman | 2               | 6           | 1           |  |  | 4             | Frank Dancevic  | Frank Dancevic | 2             | 6             |   |   |              |              |              |              |              |  |
|  | Cecil Mamiit   | Cecil Mamiit      | Cecil Mamiit    | 6           | 7           |  |  |               | Cecil Mamiit    | Cecil Mamiit   | 6             | 7             |   |   |              |              |              |              |              |  |
|  | Nicolás Todero | Nicolás Todero    | Nicolás Todero  | 4           | 68          |  |  |               |                 |                |               |               |   |   | Cecil Mamiit | Cecil Mamiit | Cecil Mamiit | 4            | 4            |  |
|  | Matias Boeker  | Matias Boeker     | 7               | 2           | 6           |  |  |               |                 | Matias Boeker  | Matias Boeker | Matias Boeker | 6 | 6 |              |              |              |              |              |  |
|  | Robert Yim     | Robert Yim        | 5               | 6           | 2           |  |  |               | Matias Boeker   | 6              | 2             | 6             |   |   |              |              |              |              |              |  |
|  | 8              | Gilles Elseneer   | Gilles Elseneer | 6           | 6           |  |  | 8             | Gilles Elseneer | 3              | 6             | 2             |   |   |              |              |              |              |              |  |
|  |                | Alex Kuznetsov    | Alex Kuznetsov  | 4           | 4           |  |  |               |                 |                |               |               |   |   |              |              |              |              |              |  |